# SpaceX
Space Exploration Technologies Corporation (SpaceX) je ameriško vesoljsko transportno podjetje, ki ga je ustanovil soustanovitelj podjetja PayPal Elon Musk. V glavnem razvija delno uporabljiva izstrelitvena plovila (rakete nosilke), kot sta Falcon 1 in Falcon 9, ter niz vesoljskih kapsul Dragon. SpaceX sam konstruira, preskuša in izdeluje večino komponent, od katerih so najbolj znane raketni motorji: Merlin, Kestrel in Draco.
Podjetje je začelo delovati v El Segundu, sedaj pa ima sedež v Hawthorneu, Kalifornija.
Eden izmed dosežkov SpaceXa vključuje polet prve zasebno financirane rakete na tekoče gorivo, ki je doseglo orbito (Falcon 1 leta 2008). Je tudi prvo zasebno podjetje, ki je uspešno izstrelilo, obkrožilo in obnovilo vesoljsko plovilo (Dragon leta 2010). Velja za prvo zasebno podjetje, ki je svoje vesoljsko plovilo poslalo na Mednarodno vesoljsko postajo (Dragon leta 2012) in opravilo prvi vertikalni vzlet ter navpični propulzivni pristanek z orbitalno raketo (Falcon 9 leta 2015). Je prvo zasebno podjetje, ki je v vesolje poslalo astronavte, ki so krožili vse do Mednarodne vesoljske postaje (SpaceX Crew Dragon Demo-2 leta 2020). SpaceX je več kot stokrat preletel serijo raket Falcon 9.